# Lista odcinków serialu Tacy jesteśmy
Poniżej znajduje się lista odcinków serialu telewizyjnego Tacy jesteśmy – emitowanego przez amerykańską stację telewizyjną  NBC od 20 września 2016 roku. W Polsce jest emitowany od 1 marca 2017 roku przez Fox Polska.
| Sezon | Sezon | Odcinki | Oryginalna emisja    | Oryginalna emisja | Oryginalna emisja | Oryginalna emisja | Oryginalna emisja |
| Sezon | Sezon | Odcinki | Premiera sezonu      | Finał sezonu      | Premiera sezonu   | Finał sezonu      |                   |
| ----- | ----- | ------- | -------------------- | ----------------- | ----------------- | ----------------- | ----------------- |
|       | 1     | 18      | 20 września 2016     | 14 marca 2017     | 1 marca 2017      | 31 maja 2017      |                   |
|       | 2     | 18      | 26 września 2017     | 13 marca 2018     | 10 marca 2018     | 16 czerwca 2018   |                   |
|       | 3     | 18      | 25 września 2018     | 2 kwietnia 2019   | 26 czerwca 2019   | —                 |                   |
|       | 4     | 18      | 24 września 2019     | 24 marca 2020     | 5 lipca 2020      | —                 |                   |
|       | 5     | 18      | 27 października 2020 | —                 | —                 | —                 |                   |

## Sezon 1 (2016-2017)
| NR | #  | Tytuł                                                               | Reżyseria                    | Scenariusz                                    | Premiera (NBC)       | Premiera w Polsce Fox Polska |
| -- | -- | ------------------------------------------------------------------- | ---------------------------- | --------------------------------------------- | -------------------- | ---------------------------- |
| 1  | 1  | 'Urodziny' Pilot                                                    | John Requa and Glenn Ficarra | Dan Fogelman                                  | 20 września 2016     | 1 marca 2017                 |
| 2  | 2  | 'Wielka trójka' The Big Three                                       | Ken Olin                     | Dan Fogelman                                  | 27 września 2016     | 1 marca 2017                 |
| 3  | 3  | 'Kyle' Kyle                                                         | John Requa, Glenn Ficarra    | Dan Fogelman                                  | 11 października 2016 | 8 marca 2017                 |
| 4  | 4  | 'Basen' The Pool                                                    | John Requa, Glenn Ficarra    | Dan Fogelman, Donald Todd                     | 18 października 2016 | 8 marca 2017                 |
| 5  | 5  | 'Plan gry' The Game Plan                                            | George Tillman               | Joe Lawson                                    | 25 października 2016 | 15 marca 2017                |
| 6  | 6  | 'Dni kariery' Career Days                                           | Craig Zisk                   | Bekah Brunstetter                             | 1 listopada 2016     | 15 marca 2017                |
| 7  | 7  | 'Najlepsza pralka na świecie' The Best Washing Machine in the World | Silas Howard                 | K.J. Steinberg                                | 15 listopada 2016    | 22 marca 2017                |
| 8  | 8  | 'Pielgrzym Rick' Pilgrim Rick                                       | Sarah Pia Anderson           | Isaac Aptaker, Elizabeth Berger               | 22 listopada 2016    | 22 marca 2017                |
| 9  | 9  | 'Wycieczka' The Trip                                                | Uta Briesewitz               | Vera Herbert                                  | 29 listopada 2016    | 29 marca 2017                |
| 10 | 10 | 'Ostatnie Boże Narodzenie' Last Christmas                           | Helen Hunt                   | Donald Todd                                   | 6 grudnia 2016       | 5 kwietnia 2017              |
| 11 | 11 | 'Zrobić co należy' The Right Thing to Do                            | Timothy Busfield             | Aurin Squire                                  | 10 stycznia 2017     | 12 kwietnia 2017             |
| 12 | 12 | 'Wielki dzień' The Big Day                                          | Ken Olin                     | Dan Fogelman, Laura Kenar                     | 17 stycznia 2017     | 19 kwietnia 2017             |
| 13 | 13 | 'Trzy zdania' Three Sentences                                       | Chris Koch                   | Joe Lawson, Bekah Brunstetter                 | 24 stycznia 2017     | 26 kwietnia 2017             |
| 14 | 14 | 'Małżeńskie rozważania' I Call Marriage                             | George Tillman Jr.           | Kay Oyegon                                    | 7 lutego 2017        | 3 maja 2017                  |
| 15 | 15 | 'Syn Jacka Pearsona' Jack Pearson's Son                             | Ken Olin                     | Isaac Aptaker, Elizabeth Berger               | 14 lutego 2017       | 10 maja 2017                 |
| 16 | 16 | 'Memphis' Memphis                                                   | John Requa, Glenn Ficarra    | Dan Fogelman                                  | 21 lutego 2017       | 17 maja 2017                 |
| 17 | 17 | 'Co teraz?' What Now?                                               | Wendey Stanzler              | K.J. Steinberg, Vera Herbert                  | 7 marca 2017         | 24 maja 2017                 |
| 18 | 18 | 'Cień księżyca' Moonshadow                                          | Ken Olin                     | Dan Fogelman, Issac Aptaker, Elizabeth Berger | 14 marca 2017        | 31 maja 2017                 |

## Sezon 2 (2017-2018)
| NR | #  | Tytuł                                                                     | Reżyseria                 | Scenariusz                              | Premiera (NBC)       | Premiera w Polsce Fox Polska |
| -- | -- | ------------------------------------------------------------------------- | ------------------------- | --------------------------------------- | -------------------- | ---------------------------- |
| 19 | 1  | 'Ojcowska rada' A Father's Advice                                         | Ken Olin                  | Dan Fogelman                            | 26 września 2017     | 10 marca 2018                |
| 20 | 2  | 'Na planie' A Manny-Splendored Thing                                      | John Fortenberry          | Dan Fogelman, Bekah Brunstetter         | 3 października 2017  | 17 marca 2018                |
| 21 | 3  | 'Deja Vu' Déjà Vu                                                         | John Requa, Glenn Ficarra | Isaac Aptaker, Elizabeth Berger         | 10 października 2017 | 24 marca 2018                |
| 22 | 4  | 'Wciąż tu jestem' Still There                                             | Ken Olin                  | Vera Herbert                            | 17 października 2017 | 31 marca 2018                |
| 23 | 5  | 'Bracia' Brothers                                                         | John Requa, Glenn Ficarra | Tyler Bensinger                         | 24 października 2017 | 7 kwietnia 2018              |
| 24 | 6  | 'Dwudziestoparolatkowie ' The 20's                                        | Regina King               | Don Roos                                | 31 października 2017 | 14 kwietnia 2018             |
| 25 | 7  | 'Najbardziej rozczarowany mężczyzna' The Most Disappointed Man            | Chris Koch                | Kay Oyegun                              | 7 listopada 2017     | 21 kwietnia 2018             |
| 26 | 8  | ' Numer jeden' Number One                                                 | Ken Olin                  | K.J. Steinberg                          | 14 listopada 2017    | 28 kwietnia 2018             |
| 27 | 9  | ' Numer dwa' Number Two                                                   | Ken Olin                  | K.J. Steinberg, Shukree Hassan Tilghman | 21 listopada 2017    | 5 maja 2018                  |
| 28 | 10 | ' Tacy jesteśmy' Number Three                                             | Ken Olin                  | Shukree Hassan Tilghman                 | 28 listopada 2017    | 12 maja 2018                 |
| 29 | 11 | 'Piąte koło' The Fifth Wheel                                              | Chris Koch                | Vera Herbert                            | 9 stycznia 2018      | 19 maja 2018                 |
| 30 | 12 | ' Dowcip ' Clooney                                                        | Zetna Fuentes             | Bekah Brunstetter                       | 16 stycznia 2018     | 26 maja 2018                 |
| 31 | 13 | 'To będzie ten dzień' That'll Be the Day                                  | Uta Briesewitz            | Kay Oyegun, Don Roos                    | 23 stycznia 2018     | 2 czerwca 2018               |
| 32 | 14 | 'Pucharowa niedziela' Super Bowl Sunday                                   | John Requa, Glenn Ficarra | Dan Fogelman                            | 4 lutego 2018        | 2 czerwca 2018               |
| 33 | 15 | 'Przez granicę' The Car                                                   | Ken Olin                  | Isaac Aptaker, Elizabeth Berger         | 6 lutego 2018        | 9 czerwca 2018               |
| 34 | 16 | 'Kochanie, jedziemy do Vegas' Vegas, Baby                                 | Joanna Kerns              | Laura Kenar                             | 27 lutego 2018       | 9 czerwca 2018               |
| 35 | 17 | 'To wielkie, niesamowite, piękne życie' This Big, Amazing, Beautiful Life | Rebecca Asher             | Kay Oyegun                              | 6 marca 2018         | 16 czerwca 2018              |
| 36 | 18 | 'Ślub' The Wedding                                                        | Ken Olin                  | Isaac Aptaker, Elizabeth Berger         | 13 marca 2018        | 16 czerwca 2018              |

## Sezon 3 (2018-2019)
| NR | #  | Tytuł                                                                               | Reżyseria           | Scenariusz                                    | Premiera (NBC)       | Premiera w Polsce Fox Polska |
| -- | -- | ----------------------------------------------------------------------------------- | ------------------- | --------------------------------------------- | -------------------- | ---------------------------- |
| 37 | 1  | Dziewięć dolców Nine Bucks                                                          | Ken Olin            | Dan Fogelman, Isaac Aptaker, Elizabeth Berger | 25 września 2018     | 26 czerwca 2019              |
| 38 | 2  | Filadelfijska opowieść A Philadelphia Story                                         | Chris Koch          | Kay Oyegun                                    | 2 października 2018  | 3 lipca 2019                 |
| 39 | 3  | Być jak Katie Katie Girls                                                           | Rebecca Asher       | Julia Brownell                                | 9 października 2018  | 10 lipca 2019                |
| 40 | 4  | Wietnam Vietnam                                                                     | Ken Olin            | Dan Fogelman, Tim O'Brien                     | 16 października 2018 | 17 lipca 2019                |
| 41 | 5  | Toby                                                                                | Chris Koch          | K.J. Steinberg                                | 23 października 2018 | 24 lipca 2019                |
| 42 | 6  | Kamsahamnida                                                                        | John Fortenberry    | Vera Herbert                                  | 30 października 2018 | 31 lipca 2019                |
| 43 | 7  | Czasami Sometimes                                                                   | Ken Olin            | Bekah Brunstetter                             | 13 listopada 2018    | 7 sierpnia 2019              |
| 44 | 8  | Sześć Świąt Dziękczynienia Six Thanksgivings                                        | Catherine Hardwicke | Kevin Falls                                   | 20 listopada 2018    | 14 sierpnia 2019             |
| 45 | 9  | Początek jest końcem, a koniec początkiem The Beginning Is the End Is the Beginning | Ken Olin            | Shukree Hassan Tilghman                       | 27 listopada 2018    | 21 sierpnia 2019             |
| 46 | 10 | Siedem ostatnich tygodni The Last Seven Weeks                                       | Roxann Dawson       | Laura Kenar                                   | 15 stycznia 2019     | 28 sierpnia 2019             |
| 47 | 11 | Dom przy Songbird Road, część 1 Songbird Road: Part One                             | Chris Koch          | Kevin Falls, Tim O'Brien                      | 22 stycznia 2019     | 4 września 2019              |
| 48 | 12 | Dom przy Songbird Road, część 2 Songbird Road: Part Two                             | Ken Olin            | Julia Brownell                                | 12 lutego 2019       | 11 września 2019             |
| 49 | 13 | Nasza tancereczka Our Little Island Girl                                            | Anne Fletcher       | Eboni Freeman                                 | 19 lutego 2019       | 18 września 2019             |
| 50 | 14 | Absolwenci The Graduates                                                            | Sarah Boyd          | K.J. Steinberg & Danielle Bauman              | 5 marca 2019         | 25 września 2019             |
| 51 | 15 | Poczekalnia The Waiting Room                                                        | Kevin Hooks         | Bekah Brunstetter                             | 12 marca 2019        | 2 października 2019          |
| 52 | 16 | Nie zabieraj mi słońca Don't Take My Sunshine Away                                  | George Tillman Jr.  | Vera Herbert                                  | 19 marca 2019        | 9 października 2019          |
| 53 | 17 | R&B R & B                                                                           | Kevin Hooks         | Kay Oyegun                                    | 26 marca 2019        | 16 października 2019         |
| 54 | 18 | Ona Her                                                                             | Ken Olin            | Isaac Aptaker, Elizabeth Berger               | 2 kwietnia 2019      | 23 października 2019         |

## Sezon 4 (2019-2020)
| NR | #  | Tytuł                                                 | Reżyseria           | Scenariusz                      | Premiera (NBC)       | Premiera w Polsce Fox Polska |
| -- | -- | ----------------------------------------------------- | ------------------- | ------------------------------- | -------------------- | ---------------------------- |
| 55 | 1  | Nieznajomi Strangers                                  | Ken Olin            | Dan Fogelman                    | 24 września 2019     | 5 lipca 2020                 |
| 56 | 2  | Basen, część 2 The Pool: Part Two                     | Chris Koch          | Isaac Aptaker, Elizabeth Berger | 1 października 2019  | 5 lipca 2020                 |
| 57 | 3  | Rozchwianie Unhinged                                  | Anne Fletcher       | Vera Herbert                    | 8 października 2019  | 12 lipca 2020                |
| 58 | 4  | Rzuć monetą Flip a Coin                               | Chris Koch          | Julia Brownell                  | 15 października 2019 | 12 lipca 2020                |
| 59 | 5  | Milosc jak z bajki Storybook Love                     | Milo Ventimiglia    | Casey Johnson, David Windsor    | 22 października 2019 | 19 lipca 2020                |
| 60 | 6  | Klub The Club                                         | Jessica Yu          | Kevin Falls                     | 29 października 2019 | 19 lipca 2020                |
| 61 | 7  | Kolacja i randka The Dinner and the Date              | Ken Olin            | Kay Oyegun                      | 5 listopada 2019     | 26 lipca 2020                |
| 62 | 8  | Przepraszam Sorry                                     | Rebecca Asher       | Elan Mastai                     | 12 listopada 2019    | 26 lipca 2020                |
| 63 | 9  | Żegnaj, Marianne So Long, Marianne                    | Ken Olin            | K.J. Steinberg                  | 19 listopada 2019    | 2 sierpnia 2020              |
| 64 | 10 | Światło i cienie Light and Shadows                    | Yasu Tanida         | Eboni Freeman                   | 14 stycznia 2020     | 2 sierpnia 2020              |
| 65 | 11 | Piekielny tydzien, czesc 1 A Hell of a Week: Part One | Kevin Hooks         | Jon Dorsey                      | 21 stycznia 2020     | 9 sierpnia 2020              |
| 66 | 12 | Piekielny tydzien, czesc 2 A Hell of a Week: Part Two | Kevin Hooks         | Danielle Bauman                 | 28 stycznia 2020     | 9 sierpnia 2020              |
| 67 | 13 | Piekielny tydzien, czesc 3 Hell of a Week: Part Three | Justin Hartley      | Laura Kenar                     | 11 lutego 2020       | 16 sierpnia 2020             |
| 68 | 14 | Chatka The Cabin                                      | Catherine Hardwicke | Isaac Aptaker, Elizabeth Berger | 18 lutego 2020       | 16 sierpnia 2020             |
| 69 | 15 | Chmury Clouds                                         | Sarah Boyd          | Kevin Falls, Jonny Gomez        | 25 lutego 2020       | 23 sierpnia 2020             |
| 70 | 16 | Nowy Jork New York, New York, New York                | Ken Olin            | Julia Brownell                  | 10 marca 2020        | 23 sierpnia 2020             |
| 71 | 17 | Pogorzelisko After the Fire                           | Roxann Dawson       | Vera Herbert, Kay Oyegun        | 17 marca 2020        | 30 sierpnia 2020             |
| 72 | 18 | Nieznajomi, czesc 2 Strangers: Part Two               | Ken Olin            | Dan Fogelman                    | 24 marca 2020        | 30 sierpnia 2020             |

## Sezon 5 (2020-2021)
| NR    | #   | Tytuł   | Reżyseria | Scenariusz                              | Premiera (NBC)       | Premiera w Polsce Fox Polska |
| ----- | --- | ------- | --------- | --------------------------------------- | -------------------- | ---------------------------- |
| 73–74 | 1–2 | Forty   | Ken Olin  | Dan Fogelman, Kay Oyegun, Jake Schnesel | 27 października 2020 |                              |
| 75    | 3   | Changes |           |                                         | 10 listopada 2020    |                              |